# Centaurea macrocephala
Centaurea macrocephala — вид рослин з роду волошка (Centaurea), з родини айстрових (Asteraceae). Етимологія: дав.-гр. μακροϛ — «великий», κεφαλη — «голова».

## Опис рослини
Це багаторічна рослина 50–170 см. Стебел, як правило, кілька, прямовисні, нерозгалужені або рідко розгалужені дистально, ворсинчасті. Листки коротко ворсинчасті, смоляно-залозисті, прикореневі й нижні стеблові на ніжках, пластини від зворотнояйцюватих до вузькояйцюватих, 10–30 см, краї цілі або дрібно зубчасті; стеблові листки сидячі, не набагато менші, крім тих, що під головами, пластини від ланцетних до яйцюватих, 5–10 см, цілісні, часто ± хвилясті, верхівки гострі. Квіткові голови поодинокі, щільно оточені групою зменшеного листя. Кластер філарій (приквіток) від яйцюватого до півкулястого, у діаметрі 25–35 мм; філарії блідо-зелені або солом'януваті, яйцеподібні або широколанцетні, голі. Квіточки численні, віночки жовті, віночки стерильних квіточок трохи розширені, ≈ 4 мм; віночки дискових квіточок ≈ 3.5 мм. Плід — сипсела, 7–8 мм; папуси 5–8 мм. 2n = 18.

## Середовище проживання
Природно зростає у північно-східній Туреччині, північно-західному Ірані, Азербайджані, Вірменії, Грузії; інтродукований до Великої Британії, Польщі, США.

## Галерея

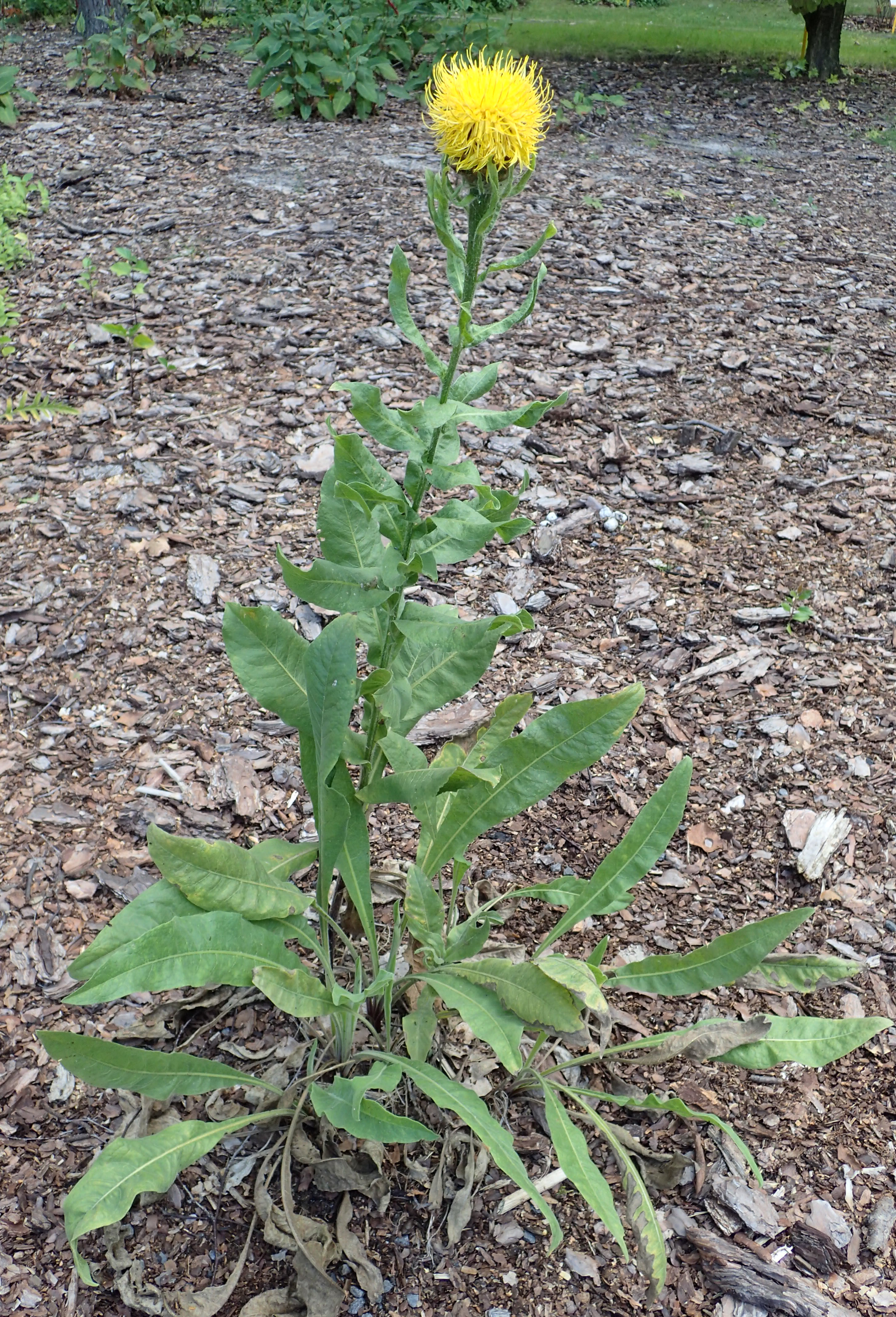
рослина
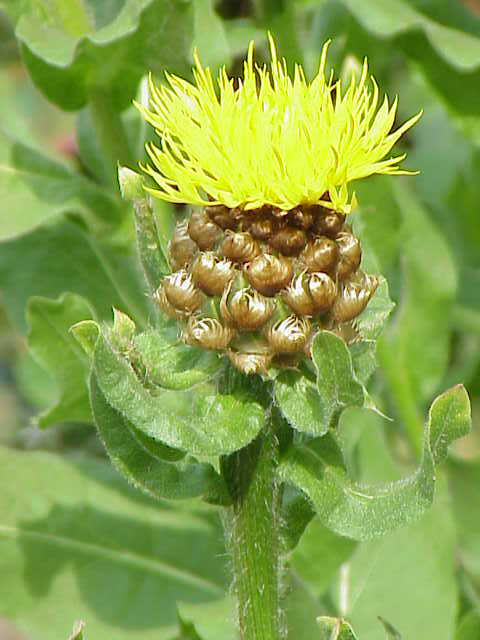
квіткова голова
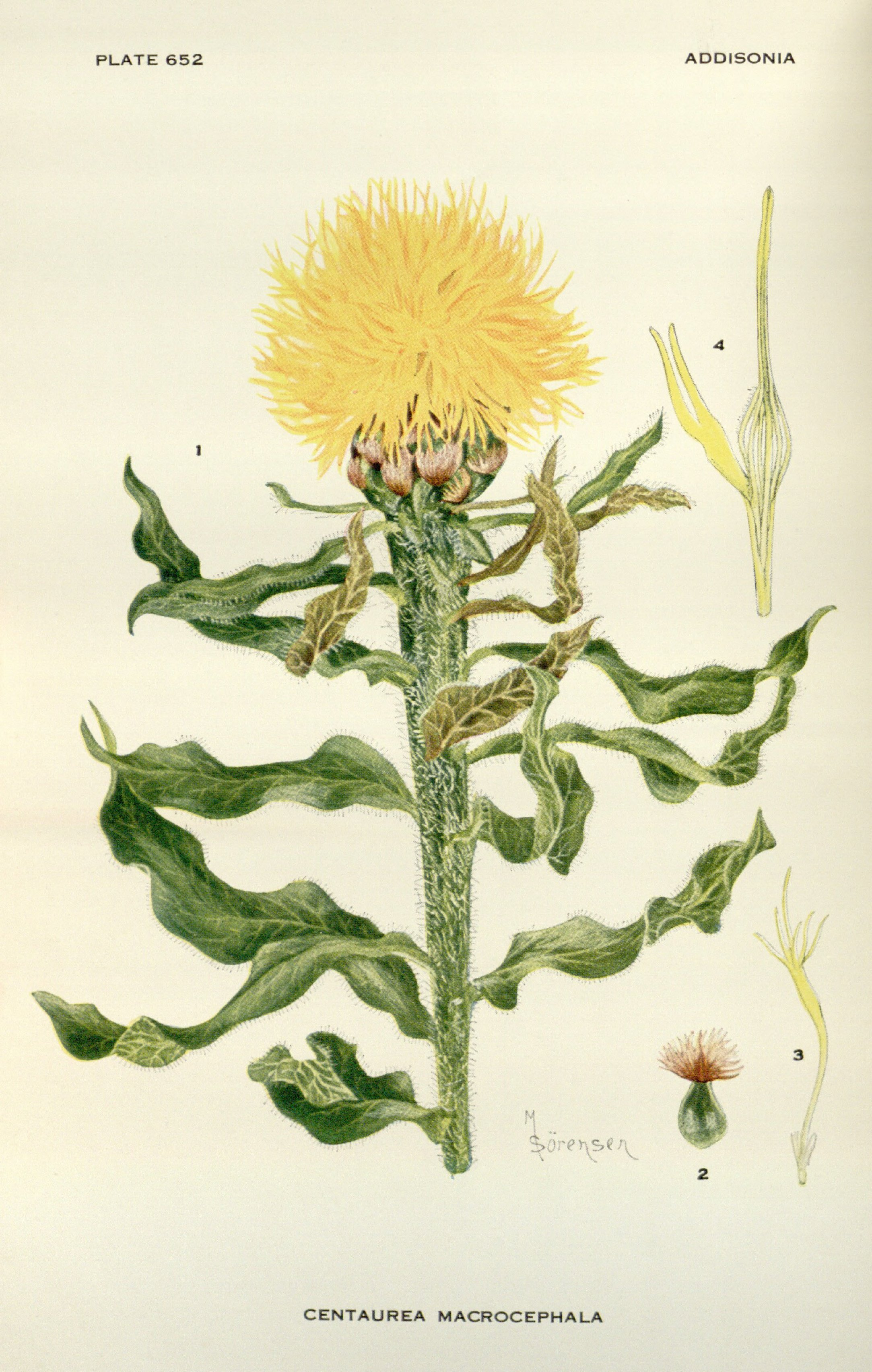
ілюстрація